# Palemón Huergo
Palemón Huergo es un paraje rural de la provincia de Buenos Aires, perteneciente al partido de Chivilcoy, Argentina, aunque parte de su pequeño ejido urbano se encuentra dentro del partido de Chacabuco.

## Ubicación
Se ubica en el cuartel IV del Partido de Chivilcoy, en el límite con el Partido de Chacabuco. El acceso a dicha población se establece a través de la Ruta Provincial 30. Se halla a 22 km del centro de la ciudad de Chivilcoy, a 35 km de la ciudad de Chacabuco, mientras que la localidad más cercana es Coronel Mom, a 12 km. Es una pequeña localidad agrícola-ganadera de la provincia de Buenos Aires. Las calles del pueblo están todas asfaltadas. La entrada principal de la localidad lleva el nombre del caracterizado vecino, dirigente fomentista y hombre público local, Don Hector J. Roger. La superficie total alcanza unos 4,7 km².

## Lugares
En el pueblo funcionaba la biblioteca Bernardino Rivadavia y la escuela N 15, Gabriela Mistral. Además estaban clubes Juventud Unida y San Patricio y un jardín de infantes.

## Población
Durante los censos nacionales del INDEC de 2001 y 2010 fue considerada como población rural dispersa.

## Toponimia
La denominación de esta localidad rural evoca la polifacética figura del poeta, escritor, periodista, político y hombre público argentino, Dr. Palemón Huergo, quien en 1842, junto al Dr. Dalmacio Vélez Sarsfield fundó el diario “El Nacional”, ejerciendo la dirección de este órgano gráfico e informativo desde 1852 hasta 1860. Ocupó importantes cargos en los ministerios de Hacienda y Relaciones Exteriores de la Nación, y en la embajada argentina en Gran Bretaña; cubrió una banca de diputado nacional en el Congreso, y fue presidente del Banco de la provincia de Buenos Aires, de la Comisión Protectora de Bibliotecas Populares y del directorio de la compañía del Ferrocarril Oeste. Su hijo, Julio Palemón Huergo, contrajo matrimonio con Julia Rocha, propietaria de la estancia “El Médano Blanco”, lugar por donde atravesaron las respectivas vías del ferrocarril donde se construyó la estación de trenes denominada “Palemón Huergo”, inaugurada en diciembre de 1907.

## Historia
Se determinó, como fecha fundacional de Palemón Huergo, el 6 de diciembre de 1906, cuando se registró el paso, del primer y promisorio tren, por esta zona geográfica del distrito. Una “Guía Comercial del Ferrocarril Oeste”, que data del año 1935, nos informa que, en esa época, la población de Palemón Huergo, contaba con unos 250 habitantes, en la localidad propiamente dicha, y otros 800, distribuidos en el sector rural aledaño. Según la mencionada Guía, existían, por entonces, acopiadores de cereales, almacenes, albañiles, carnicerías, una casa de pensión, herrerías, peluquerías, modistas, zapatero, talabartero, colchonero, agentes de seguros, criadores de cerdos, chacareros, ganaderos, tamberos, fábricas de crema, manteca y queso, corralones, quintas de verduras y de frutales, etc.
El 18 de abril de 1926, se determinó la fundación del Club Recreativo “Juventud Unida”, constituyéndose entonces, una primera comisión directiva de la entidad, que hubo de presidir Domingo Luppo.
En 1889, surgió la Escuela primaria Nro. 15, a la cual, el 13 de noviembre de 1965, se le impuso el nombre, de la inspirada y célebre poetisa, escritora y docente chilena, Gabriela Mistral. 
El 12 de agosto de 1962, durante el transcurso de una competencia automovilística, en la curva de Palemón Huego, se produjo el gravísimo vuelco del vehículo, del joven y destacado piloto, oriundo de Pehuajó, Jorge Farabollini, de 38 años de edad.